# Serie A 1948 (pallanuoto maschile)
La Serie A 1948 fu la ventinovesima edizione del Campionato italiano di pallanuoto. Fu vinto dalla Rari Nantes Florentia che conquistò il settimo titolo nazionale della sua storia.

|  |    | Classifica 1948       | Pt | G  | V | N | P  | GF | GS |
|  | -- | --------------------- | -- | -- | - | - | -- | -- | -- |
|  | 1. | Rari Nantes Florentia | 18 | 10 | 9 | 0 | 1  | 53 | 18 |
|  | 2. | Lazio                 | 14 | 10 | 6 | 2 | 2  | 52 | 30 |
|  | 3. | Canottieri Olona      | 12 | 10 | 6 | 0 | 4  | 35 | 20 |
|  | 4. | Rari Nantes Napoli    | 9  | 10 | 4 | 1 | 5  | 33 | 41 |
|  | 5. | Rari Nantes Camogli   | 7  | 10 | 3 | 1 | 6  | 23 | 25 |
|  | 6. | SG Andrea Doria       | 0  | 10 | 0 | 0 | 10 | 6  | 69 |

Verdetti
- Rari Nantes Florentia Campione d'Italia